# 송군비
송군비(宋君斐, ?~1270년)는 고려 후기 무신정권 시대의 무신이다. 무신정권 시대 때 최우, 최항, 최의, 류경, 김준, 임연 등을 이어 섬겼으며 1270년에 임연이 죽고 임유무가 권력을 잡자 그는 임유무의 형인 임유간, 이응렬과 함께 권신이 되었다. 그러나 얼마 못 가서 임유무가 송송례, 홍규에게 살해 당하고 무신정권이 붕괴하자 그는 유배된 후, 얼마 뒤 처형당했다.

## 생애
몽골의 제6차 고려 침공이 있었던 고종 43년(1256년) 1월 장군(將軍) 이광(李廣)과 함께 주사(舟師, 수군) 300명을 거느리고 한반도 남해안 지역에서 몽골군을 방어하는 임무를 맡았다. 이광과 송군비는 영광(靈光)에서 길을 나누어 몽골군을 공격하기로 했는데, 몽골군이 이를 알아차리고 대비 태세를 갖추자 이광은 섬으로, 송군비는 장성현의 입암산성(笠巖山城)으로 들어갔다. 당시 산성 안에 강건한 장수들은 모두 몽골에 투항해버리고 노약자만 남아 있었는데, 송군비는 체구가 여윈 사람 몇 명을 일부러 성 밖으로 내보내 몽골군이 산성 안에 식량이 바닥난 것으로 오인하고 성 아래까지 오도록 유인한 다음 정예병을 이끌고 나가서 이기고, 몽골의 관인(官人) 4명을 사로잡는 전공을 세웠다. 몽골군은 9월에 이르러 고려에서 철수했다.
강화도로 천도하고 각지 주민들을 바닷섬이나 산성으로 입보시켜 가며 몽골과의 항쟁을 주도했던 최씨 정권은 고종 45년(1258년) 정권의 수장 최의가 류경, 김준 등의 무신에 의해 피살됨으로써 무너졌지만, 무신 정권 자체가 무너진 것은 아니었으며, 기본적으로 무단적인 성격을 지녔던 무신들은 고종 45년(1258년)부터 몽골측이 고려 조정에 대해 화친 조건으로써 이행할 것을 요구하던 출륙환도(出陸還都) 즉 고려 조정의 군신들이 강화도를 나와 개경으로 환도하는 것을 기조로 하는 몽골과의 화의를 반대하는 입장이었다. 최의를 대신해 김준이 무신정권을 수립하고 집정한 뒤에도 출륙환도는 이루어지지 않았으며, 오히려 강화도를 떠나서 훨씬 먼 제주로 천도할 것이라는 소문도 나돌았다. 원종 9년(1268년) 김준을 죽이고 집권한 무신 임연도 출륙환도를 미루는 한편 원종을 폐위하고 영종을 옹립하기도 하였다. 이는 쿠빌라이 칸이 개입하여 원종이 복위하였으나, 임연은 원의 친조(親朝) 요구를 거부했다.
원종 7년(1266년) 11월, 몽골의 쿠빌라이 칸은 병부시랑 카라치(黑的)와 예부시랑 은홍(殷弘) 등을 파견하여 이들이 일본으로 가는 길을 안내할 것과 몽골이 일본과 수교하는 것을 주선하라고 요구하였다. 이에 고려 조정은 추밀원부사(樞密院副使) 송군비와 시어사(侍御史) 김찬(金贊) 등에게 카라치 등을 데리고 일본으로 건너가라고 명하였는데 송군비 등은 이듬해인 원종 8년(1267년) 정월 거제도(巨濟島) 송변포(松邊浦)에서 풍파에 막혀 귀환하였으며, 몽골로 귀환하는 카라치를 송군비 등이 또한 동행하면서 바다가 거세어 항해할 수도 없는 데다 일찍이 일본은 고려와 수교한 적이 없음을 전하게 하였다.
쿠빌라이 칸이 고려에 일본과의 수교를 주선할 것을 요구한 배경은 당시 몽골이 남송을 공략하는 와중에 몽골에 머무르던 고려인 조이(趙彝)가 남송을 공략하려면 우선 남송과 교역하고 있는 일본을 초유해 몽골의 편으로 끌어들이는 것이 우선이며, 조이 자신이 고려 남부 함안 출신으로 고려가 일본과 교역하고 있으므로 고려를 앞세워 일본이 몽골과 통교하도록 해야 한다고 쿠빌라이 칸에게 진언한 데에 있었다. 그러나 일본이 몽골과의 통교를 거부하고 쿠빌라이 칸이 병력을 동원해 일본을 공격할 경우 중간지대로써 고려가 다시금 전란에 휩싸일 위험이 있었기에, 고려의 재상 이장용은 일본이 과거로부터 외부와 공식적으로 교류한 적이 없는 나라이며 일본으로 가는 길은 바다로 막혀 있어 풍랑이 심해 건너가기도 어려움을 강조하며 일본이 먼저 수교를 원하면 받아주고 그렇지 않으면 외따로 떨어져 살도록 내버려두자고 주장하였다. 하지만 8월 쿠빌라이 칸은 다시 카라치와 은홍을 고려에 보내어 "고려가 일부러 핑계를 대며 수교를 몽골과 일본 사이의 국교를 주선하기를 거부하고 있다"고 비난하며 다시금 일본과의 통교를 주선할 것을 요구하였다. 하지만 8월 쿠빌라이 칸은 다시 카라치와 은홍을 고려에 보내어 "고려가 일부러 핑계를 대며 수교를 몽골과 일본 사이의 국교를 주선하기를 거부하고 있다"고 비판하며 다시금 일본과의 통교를 주선할 것을 요구하였다.
원종이 몽골군의 호위를 받아 귀국할 것이라는 소식을 들은 임연은 다시 몽골과의 항쟁을 결정하고 각지에 야별초를 파견해 해도입거를 명하였으나 원종 11년(1270년) 등창으로 사망하였다. 5월 14일, 고려 무신정권의 마지막 집권자가 될 임유무가 원종의 밀명을 받은 어사중승(御史中丞) 홍문계(洪文系) 및 직문하(直門下) 송송례(宋松禮) 등이 이끄는 삼별초 군사들의 공격을 당해 처형되고, 임유무의 장인으로 그의 정치를 자문하던 이응렬(李應烈)이나 족부(族父) 송방예(宋邦乂)와 이성로(李成老), 외제(外弟) 이황수(李黃綬) 등과 함께 유배되었다.
한편 무신정권이 붕괴된 뒤 출륙환도 및 삼별초 해산을 결정한 고려 조정에 맞서 삼별초의 수장 배중손, 노영희 등이 출륙환도를 반대하며 강화도를 떠나 진도로 내려갔으며, 고려의 왕족인 승화후 온을 옹립한 삼별초 세력은 진도를 중심으로 제주를 포함한 한반도 서남 육지부 연안을 경략하면서 2년에 걸쳐 반몽 - 반고려(개경 정부) 항쟁을 벌였다.